# Abderraouf Ratouli
 (mars 2024).
Si vous disposez d'ouvrages ou d'articles de référence ou si vous connaissez des sites web de qualité traitant du thème abordé ici, merci de compléter l'article en donnant les références utiles à sa vérifiabilité et en les liant à la section « Notes et références ».
Abderraouf Ratouli, né le 15 mai 1981, est un footballeur tunisien. Il évolue au poste de gardien de but.
En 2008, il se trouve sous contrat avec le Club sportif sfaxien. Il joue auparavant pour les clubs de Jendouba Sports et de l'Espérance sportive de Tunis.
Il est également sélectionné dans l'équipe de Tunisie des moins de 20 ans, en 1998 et 2000, ainsi que dans l'équipe olympique de Tunisie pour participer aux Jeux olympiques de 2000 et 2004[réf. nécessaire].